# Gozdowo (Mazovie)
Pour les articles homonymes, voir Gozdowo.
Gozdowo (prononciation : [ɡɔzˈdɔvɔ]) est un village polonais de la gmina de Gozdowo dans le powiat de Sierpc de la voïvodie de Mazovie dans le centre-est de la Pologne.
Le village est le siège administratif (chef-lieu) de la gmina appelée gmina de Gozdowo.
Il se situe à environ 18 kilomètres au sud de Sierpc (siège de le powiat) et à 106 kilomètres au nord-ouest de Varsovie (capitale de la Pologne).
Le village comptait approximativement une population de 1 403 habitants en 2004.

## Histoire
De 1975 à 1998, le village appartenait administrativement à la voïvodie de Płock.

Depuis 1999, il appartient administrativement à la voïvodie de Mazovie